# Mike Eruzione
Michael Anthony Eruzione detto Mike (Winthrop, 25 ottobre 1954) è un ex hockeista su ghiaccio statunitense, di origine italiana.

## Carriera
Vinse il torneo olimpico di Lake Placid 1980 con gli Stati Uniti, di cui era capitano. Eruzione segnò il gol decisivo nella penultima partita del girone finale contro l'Unione Sovietica, nella partita passata alla storia col nome di Miracolo sul ghiaccio. La medaglia d'oro olimpica fu vinta due giorni dopo, con il successo sulla Finlandia. Non giocò mai nella National Hockey League, mentre militò per due anni nei Toledo Goaldiggers in IHL.
Terminata la carriera sul ghiaccio dopo la vittoria olimpica a soli 25 anni, intraprese quella di commentatore televisivo per la ABC e la NBC. Insieme a tutta la nazionale americana di hockey del 1980, è stato l'ultimo tedoforo dei giochi invernali di Salt Lake City 2002.. È stato direttore del dipartimento di atletica di Boston University ed era cognato del calciatore Giorgio Chinaglia, che ne aveva sposato la cugina Connie.

## Cultura di massa
La storia del miracolo sul ghiaccio è evocata nel film del 2004 Miracle, diretto da Gavin O'Connor, nel quale Mike Eruzione è interpretato dall'attore Patrick O'Brien Demsey.

## Palmarès

### Club
- Turner Cup: 1

Toledo: 1977-1978

### Nazionale
- Giochi olimpici: 1

Lake Placid 1980

### Individuale
- Ken McKenzie Trophy: 1

1977-1978